# Halsören, Piteå kommun
Halsören är ett naturreservat i Piteå kommun i Norrbottens län.
Området är naturskyddat sedan 1997 och är 0,4 kvadratkilometer stort. Reservatet omfattar ön med detta namn i Storfjärden i Bottenviken. Reservatet/ön består av enbuskar på klapperstenar och granar.